# Vinson-Massiv
Das Vinson-Massiv ist ein großes Massiv im westantarktischen Ellsworthland. Es ragt im südlichen Abschnitt des Hauptkamms der Sentinel Range im Ellsworthgebirge auf. Das Massiv ist rund 22 km lang und 13 km breit. Die höchste Erhebung ist Mount Vinson, mit 4892 m der höchste Berg Antarktikas.
Entdeckt wurde das Massiv im Januar 1958 bei einem Erkundungsflug der United States Navy von der Byrd-Station aus. Das Advisory Committee on Antarctic Names benannte das Massiv 1961 nach dem US-amerikanischen Politiker Carl Vinson (1883–1981), Vorsitzender des Komitees für Marineangelegenheiten und später des Komitees für bewaffnete Einsätze im Kongress der Vereinigten Staaten, dessen Engagement die Unterstützung durch die US-Regierung für die Antarktisforschung zwischen 1935 und 1961 beförderte.

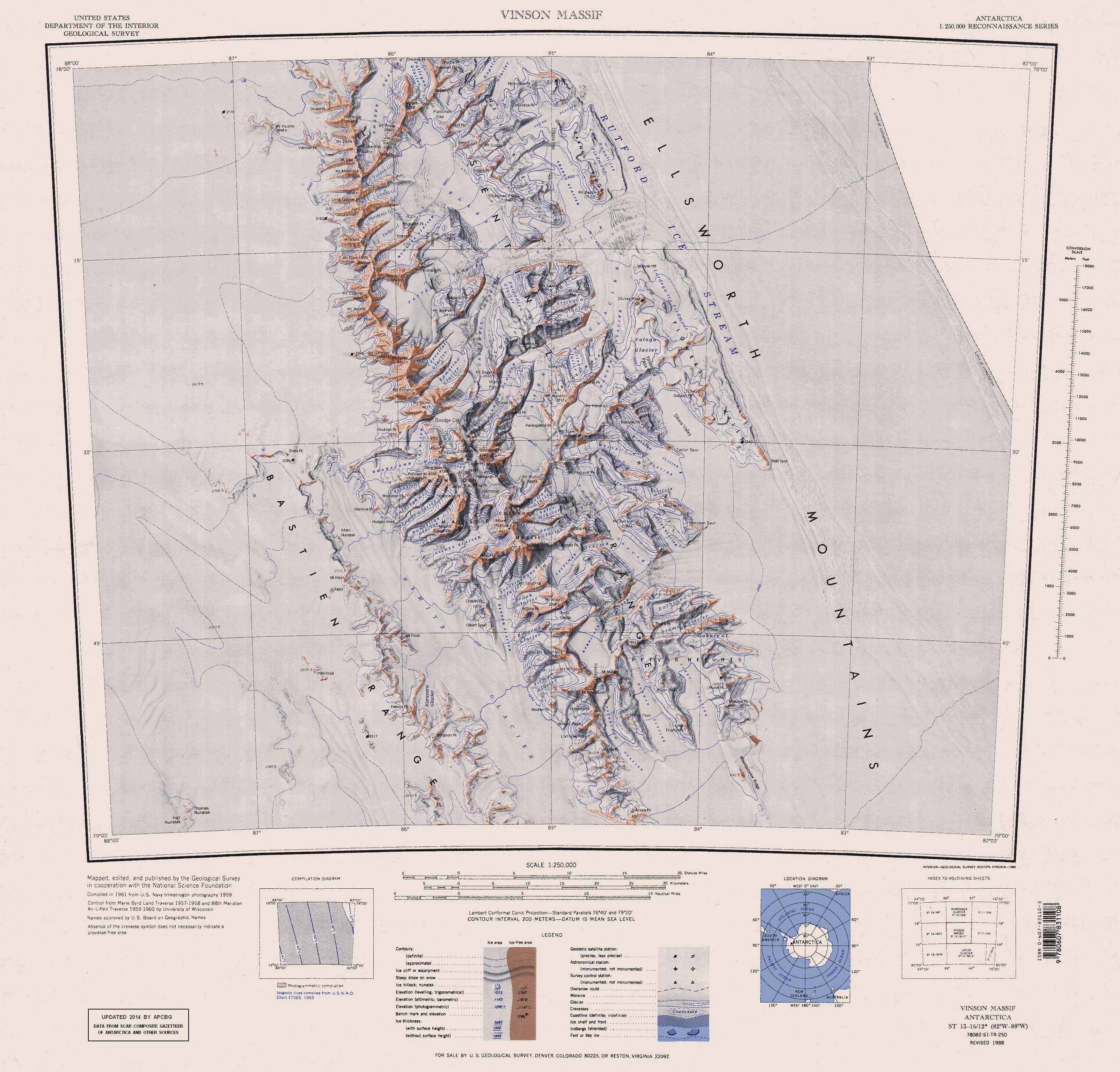
Topographisches Kartenblatt Vinson Massif von 1961, 2010–2014 mit späteren Benennungen beschriftet
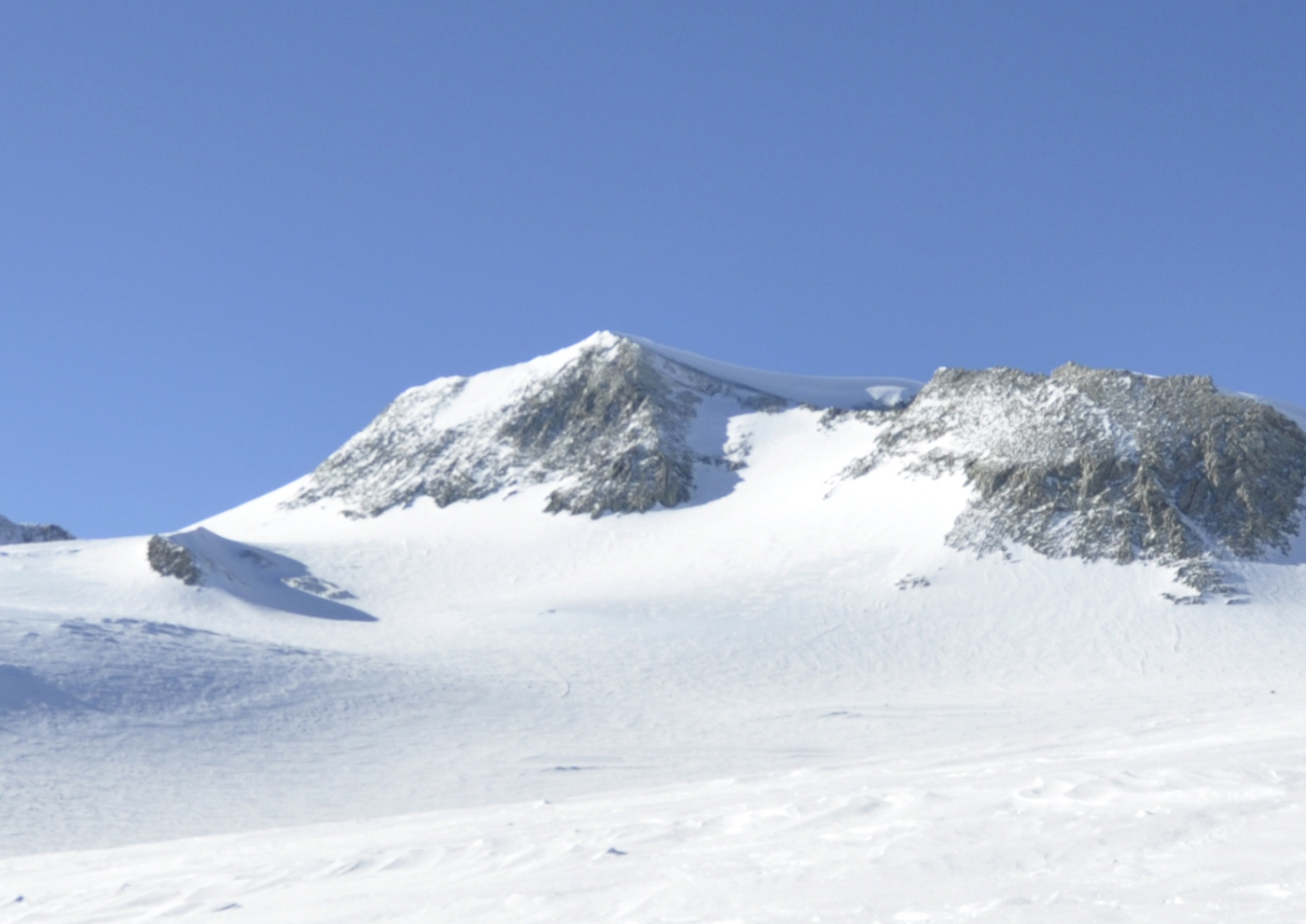
Mount Vinson von Nordwesten gesehen